# Pedra de llamp

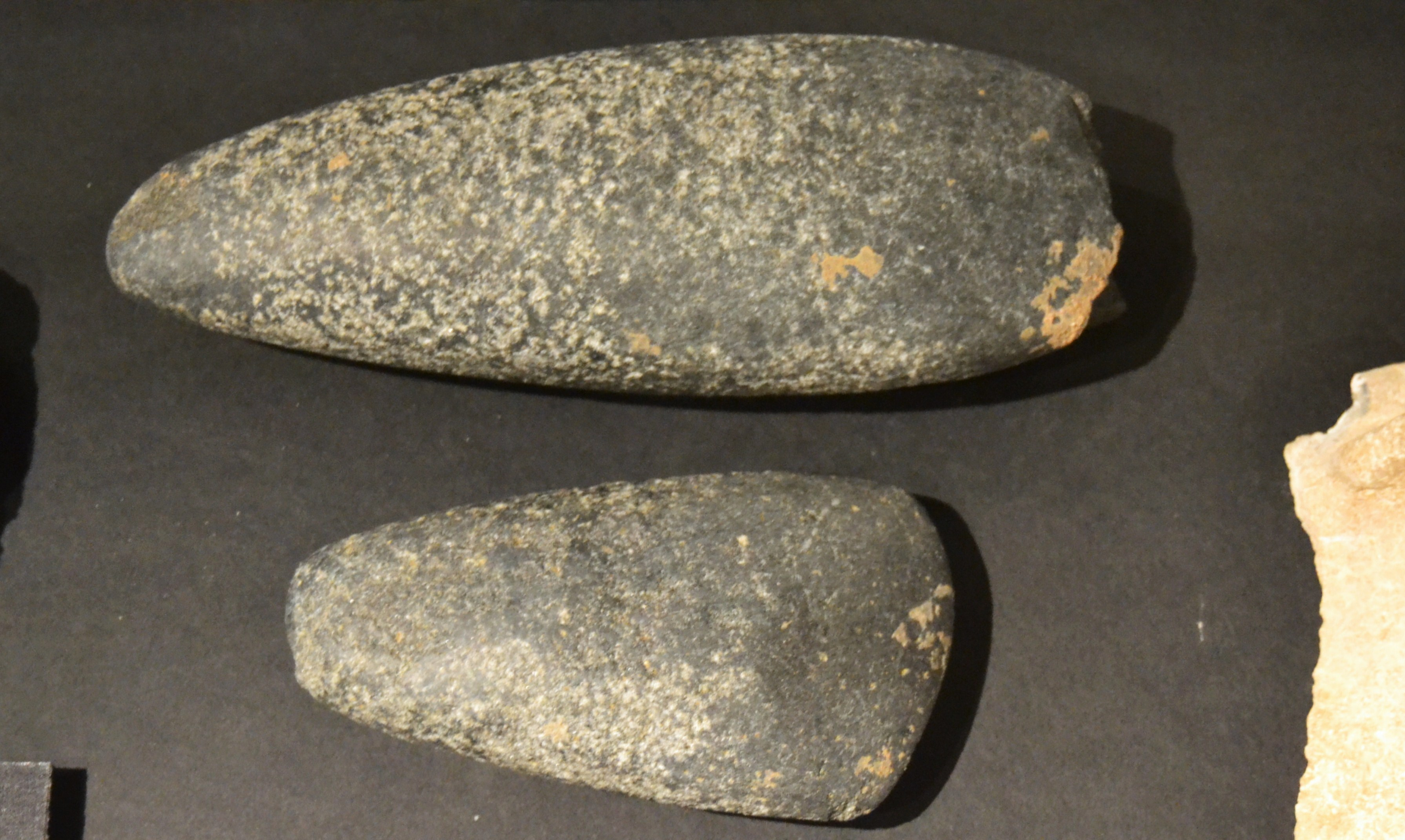
Dues destrals neolítiques de pedra polida.

Les pedres de llamp, relles de llamp o ceràunies són pedres (generalment destrals neolítiques de pedra polida) que hom considerava tradicionalment que eren les puntes dels llamps, que queien del cel.
Segons la creença, molt estesa per Catalunya, Europa, i d'altres zones del món, les puntes de les llamps eren pedres que, en caure del cel, s'enfonsaven a terra. Amb el temps, sortien a la superfície i eren cobejades com a protecció contra les tempestes elèctriques, ja que "els llamps mai cauen dues vegades al mateix lloc". Aquestes pedres es guardaven a les cases, sobretot vora les llars de foc o sota la teulada per a protegir les cases dels llamps. Per a protegir el bestiar, els pastors empraven les pedres de llamp com a batall en l'esquella del cap del ramat.